# Andronic Ier Comnène
Vous lisez un « article de qualité » labellisé en 2019.
Pour les articles homonymes, voir Andronic.
Andronic Ier Comnène (en grec byzantin : Ανδρόνικος Αʹ Κομνηνός), surnommé Misophaes (« qui déteste la lumière du Soleil ») né vers 1118 et tué le 12 septembre 1185, est un empereur byzantin de septembre 1183 à sa mort. Fils du sébastocrate Isaac Comnène et petit-fils d'Alexis Ier Comnène, il arrive tardivement sur le trône, alors qu'il est âgé de plus de soixante ans. Auparavant, sa vie est parsemée d'événements chaotiques. Il s'oppose à plusieurs reprises à son cousin, l'empereur Manuel Ier Comnène, qui est contraint de l'emprisonner quand Andronic ne s'enfuit pas parmi les différents États voisins de l'Empire byzantin.
À la mort de Manuel, Andronic ne tarde pas à profiter du vide du pouvoir engendré par la minorité d'Alexis II Comnène et l'incapacité de ses régents à faire valoir leur autorité. Il se porte à la tête d'une rébellion unissant la population de la capitale et les membres de l'aristocratie mis de côté sous les précédents empereurs Comnène. Son arrivée sur le trône, marquée par le massacre des Latins de Constantinople, inaugure un règne troublé et violent. Il a l'ambition de réformer en profondeur l'administration de l'Empire, ce qui donne de lui l'image d'un empereur hostile à l'élite dominante, un constat aujourd'hui en partie nuancé. Surtout, il réprime avec violence les oppositions qui se dressent contre lui, emprisonnant, tuant ou mutilant ses rivaux potentiels. Il s'aliène rapidement une bonne partie de l'aristocratie dominante, fait face à de multiples révoltes tandis que les frontières de l'Empire sont assaillies, notamment par les Normands. Finalement, deux ans après sa prise du pouvoir, il est renversé par une révolte spontanée conduite par Isaac II Ange et exécuté au terme d'une atroce agonie.
En dépit de la brièveté de son règne, la personnalité d'Andronic tout autant que ses réformes ambitieuses ont suscité un fort intérêt de la part des historiens qui portent un regard ambivalent sur lui. Il est loué pour son désir de réforme, mais sévèrement jugé pour son despotisme qui contribue à plonger l'Empire dans une période troublée, aboutissant au sac de Constantinople en 1204.

## Une vie riche avant l'arrivée sur le trône

Arbre généalogique simplifié de la maison Comnène.

Andronic est le fils d'Isaac Comnène, un frère de l'empereur Jean II Comnène (1118-1143). Isaac entretient avec son frère des relations conflictuelles, tentant en vain de s'emparer du trône impérial à plusieurs reprises, préfigurant les ambitions de son fils. Isaac est contraint de se réfugier auprès de l'émir danichmendide Gumuchtegin avec ses fils, ce qui inaugure, pour Andronic, des séjours récurrents chez les voisins de l'Empire. En désaccord avec Manuel Ier Comnène (1143-1180), Andronic est la plupart du temps en disgrâce, en résidence forcée ou en exil durant le règne de son cousin. Il est à la fois intelligent, instruit, pratiquant assidu des exercices physiques, cavalier accompli, d'un très grand courage, fort populaire dans l'armée, bon vivant, séducteur et aventurier. Du fait de la richesse de son existence avant d'arriver sur le trône, sa vie est souvent décrite comme aventureuse ou romanesque, et il est comparé au héros Digénis Akritas par Michael Angold.

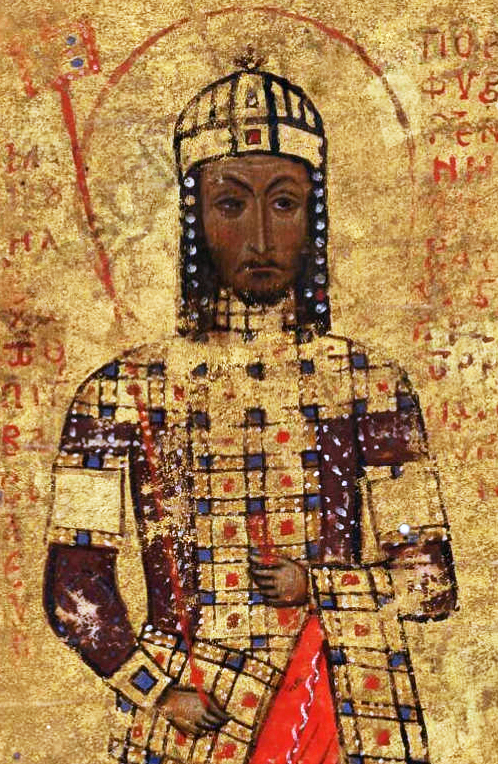
Miniature de Manuel Ier Comnène, le cousin d'Andronic, avec qui il entretient des relations difficiles et souvent conflictuelles. Bibliothèque apostolique vaticane.

Au début du règne de Manuel, il entretient de bonnes relations avec son cousin. En 1145-1146, à l'occasion d'une campagne contre les Seldjoukides, une rixe oppose Isaac Comnène (le fils de Jean II et frère aîné de Manuel Ier) et Jean Axouch à Manuel Ier et Andronic, lors de laquelle Isaac aurait tenté de frapper Andronic de son épée, seulement empêché par l'intervention de Manuel. Selon Charles Diehl, Manuel garde toujours une indulgence secrète pour son cousin, lui pardonnant régulièrement ses écarts et erreurs. En 1151, il le nomme thémarque de Cilicie. La situation de cette région est alors très difficile, car hormis quelques ports et places fortes, elle est entièrement aux mains des Arméniens, et les attaques du sultanat de Roum sont incessantes. Ainsi, en 1152, à la tête d'une armée de 12 000 hommes, Andronic essuie une défaite face aux Arméniens à Mopsueste, confirmant la difficulté des Byzantins à réintégrer ce territoire dans le giron de l'Empire.
En 1153, Andronic est nommé thémarque de Naissos, dans les Balkans, où il participe activement aux négociations avec le royaume de Hongrie, le rival régional de l'Empire. Il semble qu'il en profite pour s'assurer du soutien des Hongrois en vue de s'emparer du trône impérial : il leur aurait promis les villes de Niš et de Braničevo. Manuel aurait été mis au courant de cette conspiration et aurait rappelé Andronic auprès de lui. Revenu à Constantinople, il entretient une liaison avec Eudoxie, la sœur de Jean Doukas Kamatéros, un haut dignitaire de l'Empire, avec lequel il est en compétition pour l'obtention du titre de grand domestique à la mort de Jean Axouch. À une occasion, Jean aurait tenté de faire tuer Andronic alors venu rendre visite à Eudoxie mais, mis au courant par celle-ci, il serait parvenu à s'enfuir. Néanmoins, ces relations tumultueuses avec des membres haut placés finissent par lui causer du tort. En 1154 ou 1155, Manuel décide d'emprisonner son cousin, peut-être persuadé par des membres de son entourage des intentions malveillantes d'Andronic. Cet emprisonnement marque une rupture dans les relations entre Manuel et Andronic, qui tente plusieurs fois de s'évader. Il est prêt d'y parvenir en 1158, quand il réussit à se cacher dans un souterrain de sa prison, faisant croire à son évasion. Les représailles frappent sa femme, emprisonnée à sa place mais dès le premier jour, Andronic, qui n'a pas quitté sa geôle, retrouve sa femme. C'est lors d'une de ces nuits où Andronic revenait secrètement dans sa cellule qu'ils auraient conçu leur deuxième fils, Jean Comnène. Ils finissent par s'enfuir de la prison mais sont rapidement rattrapés et emprisonnés de nouveau. En 1164, avec la complicité d'un domestique, il s'échappe pour de bon et gagne alors la cour de son autre cousin, le prince de Galicie Iaroslav Ier Osmomysl. Toutefois, ce dernier, mis sous pression par Manuel Ier Comnène, ne tarde pas à lui retirer son soutien et Andronic revient à Constantinople, où il reçoit le pardon de son cousin ainsi qu'un commandement militaire important lors d'une campagne en Hongrie.
Pour autant, Andronic ne renonce pas à s'opposer à son cousin. Il critique le fait que Manuel décide de déclarer comme ses héritiers sa fille Marie et son fiancé, le prince Béla de Hongrie, dans le cas où il n'aurait pas d'héritiers mâles. Or, Andronic s'oppose à ce que le trône byzantin revienne à un souverain étranger et il bénéficie rapidement de nombreux soutiens, notamment celui d'Alexis Axouch. Pour l'éloigner, Manuel le renvoie une nouvelle fois en Cilicie (1166), mais il le destitue très vite et Andronic s'enfuit alors en Palestine croisée avec le produit des impôts ciliciens. Il y déploie promptement ses talents de séducteur, usant de ses charmes sur Philippa d'Antioche, la sœur de l'épouse de Manuel, Marie d'Antioche. Ce dernier n'approuve guère cette nouvelle aventure et cherche à le faire capturer pour le punir de sa déloyauté. Andronic quitte donc la principauté d'Antioche pour Saint-Jean-d'Acre. Là, il s'éprend de Théodora Comnène, jeune veuve de Baudouin III de Jérusalem qui est également sa nièce. Manuel le décrète traître, met sa tête à prix et ordonne à ses agents de le capturer avec l'ordre de lui crever les yeux : Andronic s'enfuit avec Théodora (1167) et mène pendant treize ans une vie aventureuse de chef mercenaire à Damas, Bagdad, en Géorgie, à Mardin, à Erzurum, puis chez un émir turc de l'ancien thème de Chaldée, qui lui donne une forteresse à la frontière turco-byzantine où il se comporte en chevalier brigand, rançonnant les caravanes et pillant le territoire impérial. Lors d’une de ces incursions, Théodora est capturée par le gouverneur de Trébizonde. L'ensemble de ces péripéties aux frontières de l'Empire ont grandement contribué à forger l'image d'un personnage à la destinée romanesque. Marqué par la capture de sa maîtresse pour laquelle il a une profonde affection, Andronic requiert le pardon impérial. Manuel accepte et Andronic peut revenir à Constantinople dans les premiers mois de l'année 1180. Le souverain désire alors renforcer la position de son fils Alexis Comnène comme successeur, d'autant que celui-ci est encore mineur et qu'Andronic pourrait en profiter pour lui ravir le trône. Son retour prend une dimension théâtrale car il manifeste avec emphase sa reconnaissance à son cousin, qu'il prie de bien vouloir lui pardonner ses actes antérieurs. En dépit de la confiance qu'il lui renouvelle, Manuel préfère le tenir à distance de la cité impériale et l'envoie en retraite dans la lointaine région du Pont, à Oinòe, tandis que ses fils sont retenus dans la capitale,.

## Contexte: un pouvoir impérial fragilisé

L'Empire byzantin en 1180.

À la mort de Manuel Ier Comnène en 1180, c'est le jeune Alexis II Comnène qui devient empereur mais il n'est alors qu'un adolescent. L'Empire byzantin constitue en ce temps-là une puissance de premier plan après les entreprises de restauration entamées par Alexis Ier Comnène, poursuivies par Jean II Comnène et Manuel Ier Comnène. Il domine les Balkans et est parvenu à reconquérir les régions littorales de l'Anatolie, même si l'échec de Manuel à la bataille de Myriokephalon (1176) consacre l'implantation du sultanat de Roum sur le plateau anatolien. Néanmoins, sur la scène internationale, l'Empire byzantin est isolé, faisant face à des forces dangereuses tout autour de lui : les Seldjoukides à l'Est, le royaume de Hongrie péniblement soumis au Nord et le royaume de Sicile toujours menaçant à l'Ouest. La mort de Manuel signe aussi la fin des prétentions de l'Empire à la suzeraineté sur la principauté d'Antioche, tandis que le royaume arménien de Cilicie retrouve sa pleine indépendance. L'économie est toujours florissante, même si les avantages consentis aux marchands italiens suscitent la méfiance (voire la défiance) de la population face à cette concurrence jugée déloyale,.
Néanmoins, le système Comnène présente des fragilités. Il repose sur un réseau d'alliances matrimoniales dont l'empereur constitue le centre. Plus encore que les dynasties précédentes, la famille impériale est le pilier du gouvernement autour duquel gravite une aristocratie de plus en plus fermée aux autres couches de la société et qui se dispute des parcelles du pouvoir. Tant Alexis et Jean que Manuel sont parvenus à incarner la légitimité impériale par leurs succès et donc à résister aux ambitions contraires émanant parfois de leur propre famille ou à canaliser les rivalités au sein de l'aristocratie. Or, avec la régence qui s'annonce du fait de la minorité d'Alexis II, ce mode de fonctionnement ne peut plus tenir. Le protosébaste Alexis Comnène parvient à s'emparer des rênes du pouvoir en se rapprochant de l'impératrice douairière Marie d'Antioche, veuve de Manuel et mère du nouvel empereur. Bientôt, c'est une partie de l'aristocratie s'estimant lésée par cette confiscation du pouvoir qui commence à se dresser contre lui. La première conspiration est ourdie par Marie Comnène, la demi-sœur d'Alexis II anciennement promise à Béla de Hongrie, et son mari Rénier de Montferrat. Bien que mise au jour, elle ouvre une période de troubles pour l'Empire,.

## Règne

### Rébellion et massacre des Latins

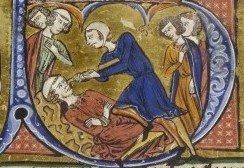
L'aveuglement du protosébaste Alexis Comnène par les partisans d'Andronic. Miniature de l'Histoire d'Outremer de Guillaume de Tyr, XIII, BnF, Fr.9081,.

Après cet échec, les opposants à la régence commencent à se tourner vers Andronic, qui se trouve en Paphlagonie et dont deux des fils ont participé au complot de Rénier et sont désormais en prison. Rapidement, Andronic décide de prendre la direction de Constantinople, dans le but de protéger Alexis II de ses régents. Il appuie cette prétention sur un prétendu serment qu'il aurait prêté à Manuel de défendre les droits au trône de son fils. Cette révolte est symptomatique des défauts du système de gouvernement des Comnène. Celui-ci, qui repose sur la proximité des liens familiaux avec l'empereur, tend à éloigner progressivement du centre du pouvoir certains des membres de la famille Comnène qui n'accèdent pas au trône, mais aussi une part de l'aristocratie qui ne parvient pas à se lier à l'empereur par des unions matrimoniales,.
Andronic progresse d'abord lentement, voulant donner l'impression qu'il est à la tête d'une grande armée alors que, selon toute vraisemblance, il ne peut compter que sur des forces réduites. Cela ne l'empêche pas de vaincre les forces loyalistes à la bataille de Nicomédie, même s'il essuie l'opposition de la ville de Nicée et du thème des Thracésiens tenu par Jean Comnène Vatatzès. Au début du printemps 1182, il se présente au bord du Bosphore qui lui est barré par la flotte loyaliste, ce qui l'empêche de débarquer en Europe et de s'en prendre à Constantinople. Alexis Comnène le protosébaste tente aussi de négocier en envoyant une ambassade auprès d'Andronic, lui promettant l'amnistie, une somme d'argent importante et un poste élevé au sein de la régence. Andronic refuse ; il exige qu'Alexis parte et que Marie d'Antioche soit reléguée dans un couvent. La situation semble alors dans une impasse. Toutefois, la flotte byzantine, commandée par Andronic Kontostéphanos, finit par rejoindre les rangs d'Andronic,. Dès lors, le parti de la régence s'effondre. La foule se soulève en faveur du prétendant. Le protosébaste Alexis est capturé puis aveuglé et Marie envoyée au couvent. La facilité avec laquelle Andronic s'empare du trône est tout aussi liée à l'impopularité des régents qu'à son habileté propre. Andronic se repose tant sur le peuple (notamment les habitants de Constantinople) que sur les membres de l'aristocratie écartés du pouvoir par les précédents empereurs, notamment les sénateurs et la bureaucratie des fonctionnaires qui ne peut espérer s'élever davantage. De ce fait, il s'oppose aux familles aristocratiques privilégiées par les Comnène depuis un siècle,.

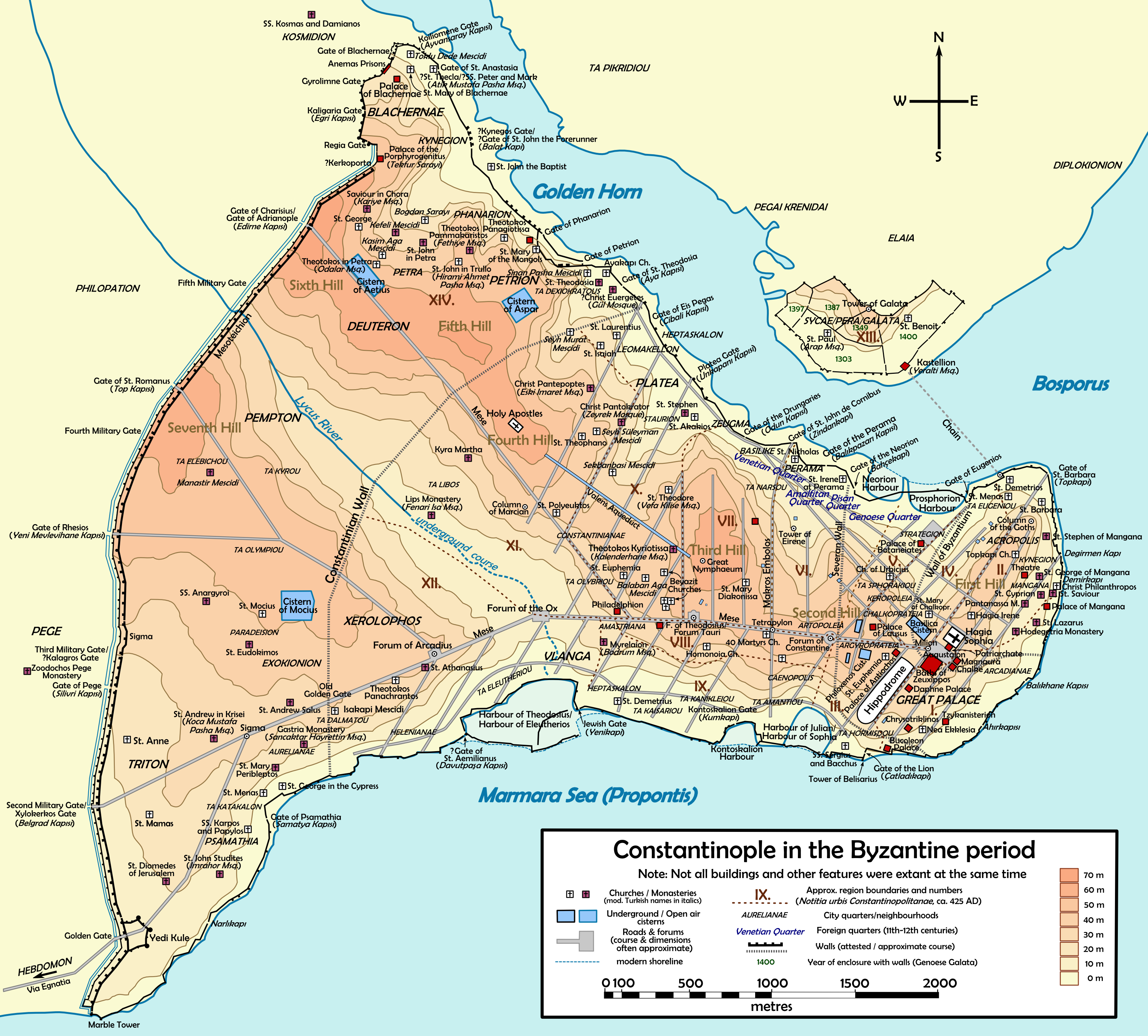
Carte de Constantinople comprenant les quartiers dévolus aux marchands latins, en violet sur la carte, le long de la Corne d'Or.

La prise du pouvoir ne s'arrête pas au renversement des régents. Exaspérés, les Constantinopolitains ravagent les quartiers riches habités par les marchands « Latins » exemptés de taxes : c’est le massacre des Latins de Constantinople de 1182. Les exactions frappent principalement des Génois et des Pisans, car les Vénitiens ont été largement privés de privilèges commerciaux en 1171 par Manuel Ier et ne sont donc plus présents dans la ville. Les victimes sont nombreuses, hommes, femmes et enfants, quel que soit leur âge ou leur état de santé. Certains auraient été vendus comme esclaves aux Seldjoukides. La séparation des Églises d'Orient et d'Occident étant encore récente (1054), la rancœur des Constantinopolitains se porte aussi sur le légat du pape Alexandre III, le cardinal de rite latin Jean, qui est décapité, sa tête étant ensuite attachée à la queue d’un chien.

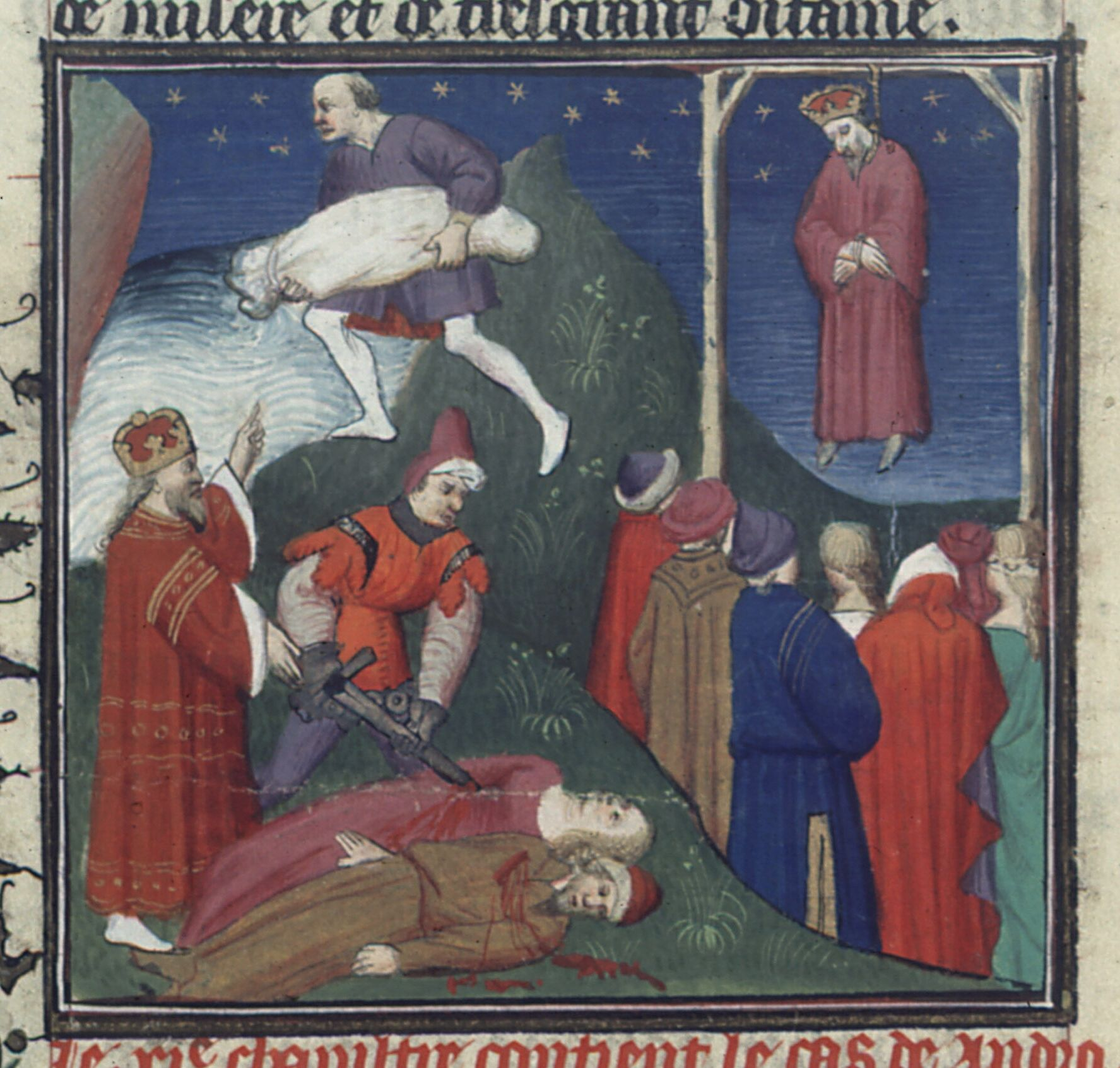
Illustration de la prise du pouvoir d'Andronic Comnène dans une traduction française du De casibus virorum illustrium de Boccace.

Le rôle exact d'Andronic dans ces événements est difficile à interpréter. À l'évidence, il n'a rien fait pour refréner la colère populaire, mais il est difficile de le taxer de sentiments anti-latins. Il s'est parfois opposé à Manuel, qui a promu un nombre substantiel d'Occidentaux à la cour et adopté certaines de leurs coutumes, comme les tournois. Néanmoins, Andronic s'est réfugié un temps dans les États latins d'Orient. Sa méfiance envers les Latins est sûrement accrue du fait de leur soutien à la régence. Néanmoins, là encore, le principe d'un parti pro-latin et d'un autre anti-latin, parfois défendu, doit être nuancé. Rénier de Montferrat, d'origine occidentale, s'oppose à la régence d'Alexis le protosébaste. Quoi qu'il en soit, les causes de ce massacre sont profondes. Elles sont la conséquence d'un rapprochement brutal entre l'Europe occidentale et le monde byzantin, deux espaces séparés durant plusieurs siècles qui ont évolué séparément, comme en témoigne le schisme de 1054 qui atteste d'interprétations différenciées du dogme chrétien. Le phénomène des croisades met en contact un monde occidental alors en pleine expansion avec un Empire byzantin plus en difficulté. Les Byzantins font très tôt preuve de méfiance envers ce mouvement conduit par des seigneurs désireux de s'établir en Terre sainte alors qu'eux-mêmes ne voient dans ces armées que des mercenaires susceptibles de favoriser une reconquête de l'Anatolie prise par les Seldjoukides. Ces objectifs différents attisent l'hostilité dans les deux camps, qui s'accusent mutuellement de trahison dès le règne d'Alexis Ier. Le contentieux autour de la principauté d'Antioche en est une illustration,. Plus largement, l'expansionnisme occidental se mesure aux progrès des républiques commerciales italiennes, dont les représentants s'établissent au sein même de la capitale byzantine, jouissant de privilèges commerciaux notables qui suscitent des jalousies. Entre eux, les Italiens s'affrontent parfois à Constantinople même, car les Byzantins font jouer la concurrence. Des empereurs comme Manuel Ier ont essayé de se nourrir de ce dynamisme en incorporant des Latins dans le gouvernement de l'Empire, au risque de donner l'image d'un régime sous influence étrangère. Tous ces éléments contribuent à alimenter une certaine xénophobie dans la population. Quoi qu'il en soit, l'historien Jean-Claude Cheynet estime que l'instrumentalisation du sentiment anti-latin permet à Andronic d'asseoir sa légitimité et lui donne les moyens d'éliminer plusieurs opposants directs, dont l'impératrice douairière, elle-même d'origine latine, et de se présenter comme un dirigeant délivrant l'Empire des influences étrangères,.
Ce massacre a des effets à long terme sur les relations entre Constantinople et le reste de l'Occident chrétien. Certains Latins parviennent à s'échapper grâce aux navires vénitiens qui, en représailles, ravagent l'Hellespont et les îles de la mer Égée. En Europe occidentale, l'idée que les Byzantins, qualifiés alors de « Grecs », sont des traîtres au sein de la Chrétienté se répand. Cet événement confirme l'écart grandissant entre les deux pôles de la Chrétienté et porte en ses germes le tournant de 1204.

### Une prise du pouvoir progressive

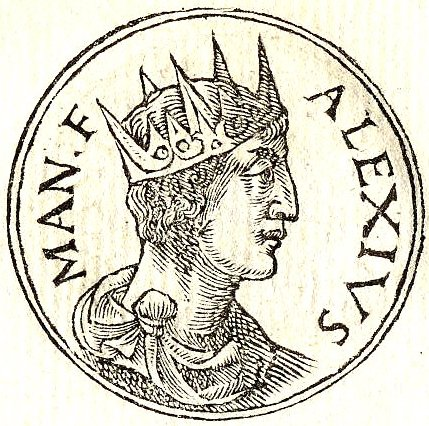
Alexis II Comnène dans le Promptuarii iconum insigniorum.

Dans un premier temps, Andronic ne remet pas frontalement en cause la légitimité d'Alexis II. Il le fait couronner à nouveau mais le fait surveiller au Grand Palais. En revanche, il montre rapidement une détermination sans faille à éliminer celles et ceux qui pourraient s’opposer à lui. Marie Comnène, la fille de Manuel, qui dispose de partisans nombreux et a manqué de peu de renverser le protosébaste Alexis, meurt quelque temps après l'arrivée d'Andronic, de même que son mari Rénier de Montferrat. Si l'implication d'Andronic ne peut être prouvée, elle est probable. Le nouvel homme fort de Constantinople se méfie aussi beaucoup de l'impératrice douairière, Marie d'Antioche, craignant qu'elle ne soutienne son fils Alexis II pour supplanter Andronic. D'abord confinée dans le Palais, elle fait appel au roi de Hongrie, Béla III, ce qui attire la colère d'Andronic. Elle est assassinée, après qu'Andronic est parvenu à faire signer le document d'exécution de la main même d'Alexis. Ces mesures radicales inaugurent un règne violent et sanguinaire lors duquel tous les opposants sont méthodiquement traqués et éradiqués. Andronic, conscient de la fragilité de sa position, n'hésite pas à s'en prendre à la famille d'un rebelle. Il établit un principe de responsabilité de la parenté, pour que celle-ci dissuade l'un de ses membres de toute hostilité envers l'empereur,,.
Andronic s'en prend aussi au patriarche Théodose le Boradiote qui s'oppose de plus en plus à ses ambitions. Il refuse notamment de donner son accord pour le mariage entre Irène, la fille illégitime d'Andronic, et Manuel, le fils d’Alexis le protosébaste, les deux futurs époux étant trop proches cousins. Théodose finit par se retirer dans un monastère et est remplacé par Basile II Kamatéros, un homme à la main d'Andronic. Malgré ce mariage censé éliminer les prétentions au pouvoir de Manuel en l'associant à la famille régnante, des suspicions se portent sur lui et mènent à son aveuglement. Régnant en fait sinon en droit, Andronic prépare sa montée sur le trône. Il fait en sorte de provoquer un soutien populaire parmi les habitants de la capitale, menaçant de quitter le pouvoir et profitant de l'éclatement d'une rébellion en Bithynie pour se poser en garant de la stabilité de l'Empire, se targuant d'avoir préservé celui-ci de la mainmise des Latins. Alexis II est contraint de l'accepter comme co-empereur en septembre 1183. Andronic est couronné dans la basilique Sainte-Sophie et son nom figure désormais en premier. Tout est en place pour qu'Andronic devienne le seul souverain et Alexis II est assassiné par les plus proches partisans d'Andronic en octobre 1183. Celui-ci, pour parachever sa prise de pouvoir, décide de se marier avec la jeune Agnès de France pour affirmer une continuité avec Manuel Comnène et éviter qu’elle ne devienne le centre d'une opposition, alors même que l'impératrice est âgée d'une douzaine d'années contre 65 ans pour Andronic,,,.
Pour gouverner, Andronic s'appuie sur un conseil composé de ses plus proches partisans, distinct d'autres institutions comme le Sénat byzantin. Il comprend notamment Étienne Hagiochristophoritès, Constantin Tripsychos avant sa mise à l'écart et d'autres personnalités qui ont émergé avec l'arrivée au pouvoir d'Andronic. Beaucoup ne sont pas des membres du Sénat qui rassemble l'élite sociale de l'Empire. Ce conseil est consulté avant les décisions importantes, comme l'exécution d'Alexis II Comnène, et ses membres disposent apparemment d'une importante liberté de parole.

### Une politique intérieure complexe à analyser

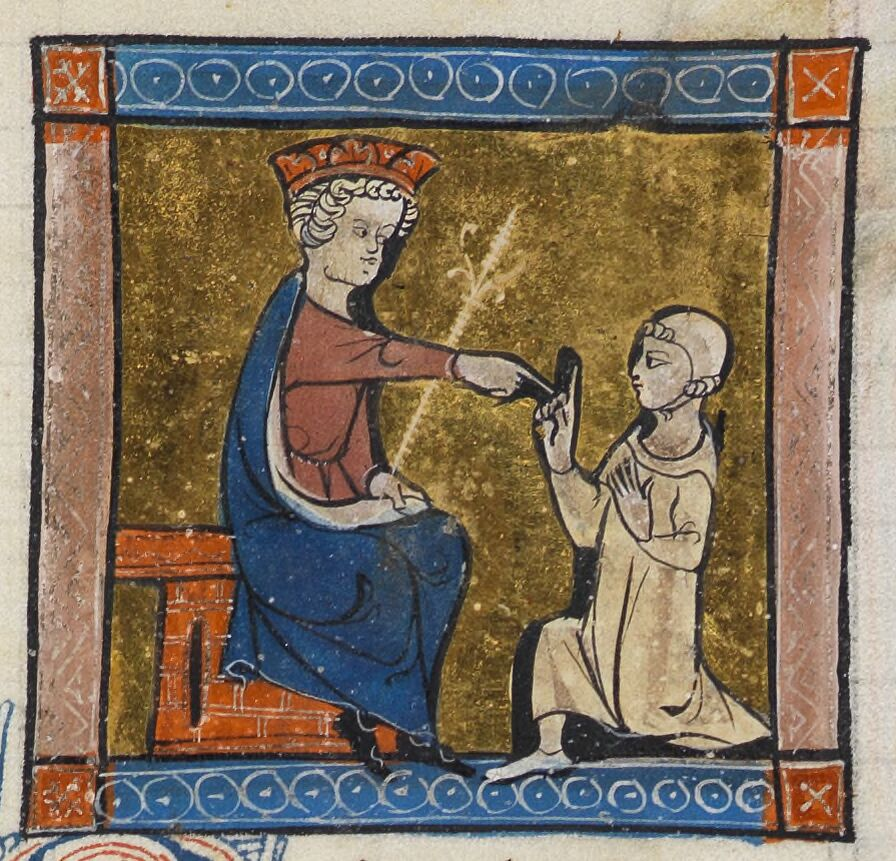
Miniature d'Andronic Ier Comnène dans une Histoire de la prise de Jérusalem, XIII, BnF, Fr.770.

#### Des réformes visant à lutter contre les maux de l'Empire
La politique intérieure d'Andronic a été longuement discutée étant donné sa violence mais aussi son apparente radicalité, en particulier dans la lutte contre les privilèges de l'aristocratie régnante. Pour cela, il a parfois été qualifié de révolutionnaire ou, tout au moins, de réformateur zélé. Sa volonté de combattre la corruption et les excès des agents du fisc lui a souvent été reconnue. Dans l'ensemble, il paraît animé d'un sincère désir de traiter plusieurs maux qui frappent l'Empire. Nicétas Choniatès indique ainsi : « il n'y avait rien à quoi l'empereur ne pût porter remède, aucune injustice que sa puissance ne pût anéantir. » Il supprime la vénalité des charges et punit fermement la corruption et les prélèvements fiscaux abusifs. De nouveaux registres fiscaux sont établis pour évaluer au mieux l'impôt dû. Sous son règne, la situation de la paysannerie se serait améliorée, débarrassée des excès conjoints des fonctionnaires et des grands propriétaires terriens. D'autres mesures sont prises comme la suppression du droit d'épave qui donnait le droit de piller les navires échoués et contre lesquelles d'autres empereurs avant lui n'avaient pas réussi à lutter. Andronic avait peut-être pour but de protéger les armateurs ou de faire revenir les marchands italiens dans les eaux byzantines.
Il favorise aussi un renouvellement du recrutement dans l'administration et revalorise le salaire des fonctionnaires, considérant que la corruption endémique vient de la faiblesse de leurs appointements. L'ensemble de ces mesures semble lui avoir fait gagner les faveurs du peuple, notamment dans Constantinople mais aussi de certains aristocrates. Il mène de même une entreprise de centralisation, visant à la fois à réduire le pouvoir des grands propriétaires terriens et à accroître en parallèle ceux des fonctionnaires constantinopolitains. La fin de la vénalité des charges permet la nomination de fonctionnaires capables aux postes de gouverneurs. Néanmoins, il convient de rester prudent sur la réalité de l'ampleur de ses réformes et sur leur application concrète, surtout en prenant en compte la brièveté du règne. Certains résultats sont indéniables comme l'assainissement des finances qui permet de renflouer le Trésor. D'autres aspects sont plus difficiles à évaluer étant donné le manque de sources, à l'image du changement de mode d'administration des provinces. Michel Choniatès évoque en des termes laudateurs l'action de Nicéphore Prosuchos et Démétrios Drimys, deux administrateurs nommés à Athènes qui combattent la cupidité des percepteurs et s'efforcent de rendre la fiscalité plus juste, mais c'est le seul témoignage digne de foi. Quand Dyrrachium et Thessalonique sont menacés, Andronic préfère y envoyer des hommes de sa proche famille pour en assurer la défense,. Un rare document issu d'un monastère du mont Athos montre qu'Andronic est soucieux de préserver les avantages de l'Église, qui est alors l'un des principaux propriétaires terriens, en matière d'exemptions fiscales. Sans qu'il soit possible de se reposer sur elle pour analyser l'action d'Andronic, cette unique référence invite à la prudence quant à sa réputation de défenseur des opprimés face aux puissants. Enfin, si l'empereur s'est parfois montré intransigeant avec les comportements de certains de ses partisans, comme Théodore Dadibrènos, coupable d'extorsions envers des populations locales, son gambros (gendre) Romain semble avoir été impuni pour les mêmes faits.

#### Une interprétation difficile du sens de ces réformes
Il est difficile d'interpréter précisément le programme politique d'Andronic. Plusieurs auteurs, dont Alexander Kazhdan ou Georg Ostrogorsky, y ont vu une posture réformatrice face aux excès de l'élite aristocratique, abusivement privilégiée depuis le règne d'Alexis Ier. Celui-ci, en fondant un système reposant sur la proximité familiale avec l'empereur, a favorisé une fermeture de l'aristocratie et des stratégies d'alliances matrimoniales permettant à un petit groupe de confisquer l'appareil administratif au détriment, par exemple, de la classe des fonctionnaires. En combattant la corruption, Andronic entendait prendre le parti à la fois de la bureaucratie composée des fonctionnaires civils mais aussi, plus largement, de la population face aux plus riches. Cette ambition aurait été entachée de la rigueur, voire de la cruauté, des punitions imposées par Andronic. Ce double aspect d'une contestation des privilèges acquis et d'une politique réprimant sévèrement toute opposition conduit alors à une série de révoltes.
Plus récemment, des positions plus nuancées sur les velléités réformatrices, voire révolutionnaires, d'Andronic ont émergé. Jean-Claude Cheynet estime qu'il ne remet pas en cause l'élite traditionnelle mais qu'il la purge des éléments qui lui sont opposés. Pour le reste, il s’appuie sur elle comme les empereurs avant lui. Dans son gouvernement, Andronic se repose majoritairement sur l'administration impériale déjà présente sous Manuel et récompense ses plus fidèles partisans, en particulier des notables originaires de Paphlagonie où il a entamé son soulèvement. Certains des membres de l'administration sont promus, d'autres sont désavoués mais dans l'entourage de l'empereur, rares sont les personnages qui n'ont pas déjà exercé des fonctions importantes tant sous Alexis II que sous Manuel Ier. Théodore Choumnos demeure le chartulaire de l'Empire. Michel Hagiothéodorite, qui occupe le poste important de mésazon, le reste jusqu'à sa mort quelques mois après l'arrivée au pouvoir d'Andronic. Étienne Hagiochristophoritès, qui le remplace comme bras droit d'Andronic en devenant logothète du Drome, est certes issu de la classe des petits fonctionnaires, mais il appartient bien au corps administratif qui forme l'ossature de l'État byzantin. D'autres, comme Jean X Kamatéros qui est kanikleios ou Constantin Patrènos qui est epi ton deeseon, sont dans l'administration sous Alexis II et y restent après la chute d'Andronic. Constantin Tripsychos, l'un des favoris de l'empereur jusqu'à ce qu'il soit éliminé pour suspicion de conspiration, appartient à une famille de grands commis de l'Empire. Il apparaît de toute manière complexe pour Andronic de former une nouvelle administration ex nihilo en se privant d'un personnel souvent compétent. On compte plusieurs représentants des grandes familles de l'Empire dans son administration. Le général Andronic Paléologue défend Thessalonique en 1185, les Maurozomai se rangent aux côtés d'Andronic, de même que les Branas,. Les juges du velum, chargés des grands procès politiques, sont inchangés alors même que certains d'entre eux se sont opposés à Andronic, notamment quand il a décidé de tuer l'impératrice douairière.
À l’instar de ses prédécesseurs, il donne un rôle éminent à sa parenté dans les fonctions militaires, qui sont de loin les plus prestigieuses. Il envoie par exemple David Comnène défendre Thessalonique face aux Normands en 1185. Il privilégie aussi les proches de sa maîtresse Théodora et plusieurs personnages d'origine géorgienne, un pays qu'il a fréquenté par le passé et où il a gardé des contacts importants. La proximité familiale représente donc encore le centre du pouvoir. Sa politique d'élimination des grands aristocrates vise ceux qui constituent des menaces, au premier rang desquels figurent les membres mieux placés que lui dans la ligne de succession des Comnène. Il est aussi très attentif à laisser la voie libre à son fils Jean, favori pour la succession. Sa pratique de redistribution des biens des vaincus, vue comme une manière de verser les richesses à d'autres couches de la société, n'est en réalité guère différente d'exemples récurrents de spoliation des biens des opposants au régime.

### Une répression qui ne jugule pas les révoltes

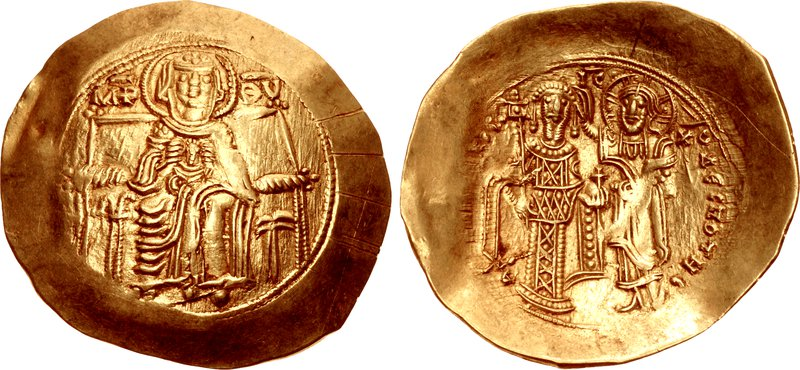
Hyperpère en or représentant, à l'avers, la Vierge Marie et, au revers, le Christ couronnant Andronic Ier.

Le court règne d'Andronic se caractérise par son instabilité. La terreur politique mise en place ne refrène en rien les complots et les soulèvements, contribuant sûrement à les attiser. L'aristocratie visée par les mesures de rétorsion conspire à de nombreuses reprises contre l'empereur. Dans les provinces, où la popularité d'Andronic est moindre à ce qu'elle est à Constantinople, des mouvements séditieux voire séparatistes se manifestent. La violence politique d'Andronic lui vaut son surnom de Misophaes, signifiant qui déteste la lumière du Soleil, en référence au nombre important d'opposants qu'il aurait aveuglé.
Malgré toutes les mesures prises, Andronic n'est jamais en mesure d'affirmer son autorité dans l'ensemble de l'Empire. À Constantinople, parmi les multiples complots qui se trament, citons celui d'Andronic Kontostéphanos qui permet en 1182 la prise du pouvoir d'Andronic. Il est arrêté et aveuglé par le régime, comme un grand nombre de membres de l'aristocratie, à tel point qu'il est difficile d'estimer précisément le nombre de victimes de la politique répressive d'Andronic,. En outre, les exécutions sont souvent publiques et sanglantes, ce qui marque les esprits. Dans des provinces qui ont déjà connu des aspirations sécessionnistes, il peine à réprimer tous les noyaux d'opposition, souvent dirigés par des aristocrates locaux. Ses mesures à l'encontre des pratiques fiscales des gouverneurs de province ont été vues comme des moyens de se concilier la population face aux élites traditionnelles, mais cette vision est en partie contestée. L'aristocratie des Comnène n'a alors plus de réels liens avec les provinces du fait de sa concentration toujours plus grande à Constantinople. Le combat contre les excès du fisc dans les territoires ne pouvait avoir que des conséquences restreintes sur l'élite politique d'alors. Jean-Claude Cheynet voit dans la persistance de soulèvements locaux l'affirmation d'une défiance envers Constantinople, tant en raison des mesures fiscales, de moins en moins bien acceptées dans la périphérie de l'Empire, que de l'incapacité croissante du pouvoir central à défendre les territoires contre les incursions extérieures, entre autres parce que les élites politiques sont trop occupées à se disputer le pouvoir.
Dans sa propre famille, Andronic est confronté à des séditions, dont celle d'Isaac Doukas Comnène qui se fait nommer empereur à Chypre. Incapable d'armer une flotte, il doit se contenter de poursuivre les membres de sa famille présents dans la capitale dont Constantin Makrodoukas, exécuté conformément au principe de responsabilité familiale établi par Andronic. Quant à l'île, elle est définitivement perdue pour l'Empire après sa conquête par Richard Cœur de Lion en 1191, privant ainsi Constantinople d'une position stratégique de premier plan dans la mer Méditerranée orientale. Ailleurs, d'autres régions ont accueilli avec défaveur le nouvel empereur. À Philadelphie, la garnison résiste sous la conduite de Jean Comnène Vatatzès et seule la mort de celui-ci permet la victoire d'Andronic. La Bithynie est aussi un foyer d'opposition dure à réprimer. Avant même le couronnement d'Andronic en septembre 1183, les villes de Nicée et de Brousse se soulèvent sous la conduite des notables locaux, qui rejettent la politique d'Andronic les privant peu à peu de pouvoirs. Théodore Cantacuzène et Isaac Ange dirigent le mouvement à Nicée et Théodore Ange, soutenu par Léon Synésios et Michel Lachanas à Brousse. Dans un premier temps, trop occupé à consolider son règne naissant et à combattre l'invasion hongroise, Andronic ne peut porter son attention sur la région rebelle. C'est seulement une fois Béla III de Hongrie repoussé que les généraux loyalistes Alexis Branas et Andronic Lampardas sont envoyés en Asie. La cité de Lopadion est d'abord prise avant que le siège ne soit mis devant Nicée. Les assiégés résistent aux différentes tentatives d'assauts lancés contre eux mais Théodore Cantacuzène finit par périr lors d'un accrochage, entraînant la reddition de la cité dont les habitants sont épargnés mais pas les chefs de la rébellion. La ville de Brousse est prise peu après, à la suite d'intenses combats accompagnés d'exactions contre les rebelles et la population. Théodore Ange est aveuglé et envoyé au-delà de la frontière avec les Seldjoukides. Il est difficile d'estimer précisément la popularité d'Andronic dans les diverses contrées de l'Empire, de même que le degré de réformes mises en place localement par les nouveaux gouverneurs ou la simple application des mesures décrétées à Constantinople. Il apparaît que l'Asie mineure est un foyer de contestation plus important mais, dans les Balkans, l'aisance de la progression des Normands laisse à penser que la loyauté au gouvernement d'Andronic n'est pas suffisante pour insuffler un mouvement de résistance.

### Politique extérieure

Sous Andronic Ier Comnène, la Serbie de Stefan Nemanja prend son indépendance.

#### Une politique ambiguë envers l'Europe occidentale
En dépit du massacre des Latins de Constantinople, Andronic ne mène pas une politique étrangère fondamentalement hostile à l'Europe occidentale. Les marchands italiens sont rapidement acceptés de nouveau, même si beaucoup d'entre eux ont fui après le massacre de 1182. Néanmoins, si Gênes et Pise ne se risquent pas à attaquer directement l'Empire, ils autorisent leurs citoyens à mener des opérations de brigandage en mer Égée. Les relations sont notablement bonnes avec les Vénitiens, peu concernés par le massacre et avec qui Andronic signe un traité en espérant s'en servir comme alliés contre les Normands, grâce à leur puissante marine. Une partie de la garde impériale est composée de mercenaires occidentaux et Andronic épouse une princesse française, Agnès de France, bien que la manœuvre soit surtout destinée à renforcer sa légitimité impériale. Enfin, les relations avec la papauté ne semblent pas rompues, le pape envoyant un légat à Constantinople en décembre 1182 pour enquête sur les événements de septembre. Pour autant, il signe aussi un traité avec Saladin porté contre les États latins d'Orient, espérant récupérer une partie de leurs territoires s'ils venaient à disparaître. Selon Charles Brand, cette politique, sinon favorable, en tout cas ne reflétant aucune hostilité particulière à l'endroit des Latins, contribue peut-être à la chute de sa popularité auprès d'une population dont il a excité les sentiments xénophobes.

#### La perte de contrôle des Balkans occidentaux
Sous Andronic, l'affaiblissement de la position de Constantinople dans le jeu international se confirme. Si Alexis Ier Comnène, Jean II Comnène et Manuel Ier Comnène sont parvenus à maintenir la puissance byzantine, c'est en partie parce qu'ils ont assuré une stabilité intérieure à l'Empire. Sans celle-ci, il est exposé aux attaques d'adversaires parfois plus dynamiques. Dans les Balkans, le royaume de Hongrie pourtant soumis par Manuel profite des errements politiques byzantins pour s'emparer des Balkans occidentaux avec l'aide des Serbes qui se révoltent contre la suzeraineté de Constantinople et des Bosniaques menés par Kulin, eux aussi vassaux de l'Empire. Béla III de Hongrie prend le prétexte de l'assassinat de l'impératrice Marie pour intervenir. Les villes de Belgrade, de Niš et de Braničevo sont prises et il faut l'intervention d'Alexis Branas pour repousser les Hongrois. Stefan Nemanja, qui avait déjà manifesté des velléités d'indépendance sous Manuel, parvient à constituer un État serbe indépendant centré sur la Rascie, en fusionnant plusieurs principautés dont celle de la Dioclée et en éliminant les Byzantins de la Dalmatie.

#### L'invasion normande
En matière de politique extérieure, la menace des Normands est la plus urgente. Depuis sa création, le royaume de Sicile, dont la base territoriale est constituée des anciennes possessions byzantines en Italie du Sud, représente une menace pour l'Empire byzantin. Déjà sous Alexis Ier, Robert Guiscard tente de marcher sur Constantinople. Cette fois-ci, le mariage en 1186 d'Henri VI, le fils de l'empereur du Saint-Empire Frédéric Barberousse, et de Constance de Hauteville, la tante du roi de Sicile Guillaume II, annonce une alliance entre deux rivaux de l'Empire byzantin. Guillaume II décide aussi de profiter des déboires d'Andronic pour franchir la mer Adriatique. Depuis 1182, plusieurs hauts dignitaires byzantins ont trouvé refuge dans son royaume, l'incitant à intervenir, en particulier un certain Alexis Comnène dit l'Échanson que le roi normand est prêt à soutenir dans sa prétention au trône. En outre, un personnage se faisant passer pour le défunt Alexis II Comnène se manifeste sur la côte adriatique, rassemblant autour de lui un important soutien populaire qui assure à Guillaume II de pouvoir constituer une tête de pont dans la péninsule balkanique. La situation est des plus instables pour Andronic qui fait face à une opposition de plus en plus généralisée à sa politique répressive. Les Normands commencent par s'emparer de Dyrrachium en juillet 1185, le grand port byzantin sur l'Adriatique. La flotte normande fait ensuite la conquête de Corfou, de la Céphalonie et de Zacynthe. Andronic envoie un de ses parents, David Comnène, pour organiser la défense de Thessalonique, la deuxième cité de l'Empire, dont la chute ouvrirait la route de Constantinople. Le plan d'Andronic est alors de laisser l'adversaire s'enfoncer dans le territoire impérial pour mieux le harceler et l'épuiser dans des sièges coûteux. En août, les Normands assiègent Thessalonique par terre et par mer. David Comnène est incapable d'organiser une défense efficace tandis que les renforts ne lui parviennent pas à temps et, le 24 août 1185, la ville tombe, probablement livrée par David. Elle est livrée au pillage et nombre de ses habitants sont tués ou faits prisonniers. La survie même de l'Empire apparaît en jeu. Craignant de laisser l'entièreté de l'armée sous le commandement d'un général qui pourrait en profiter pour le renverser, Andronic divise ses forces en autant de petites armées. En face, une troupe normande se dirige vers Serrès mais le gros de l'armée se met en marche pour Constantinople. Andronic, dépassé par les événements, est de plus en plus impopulaire.

### Une fin brutale

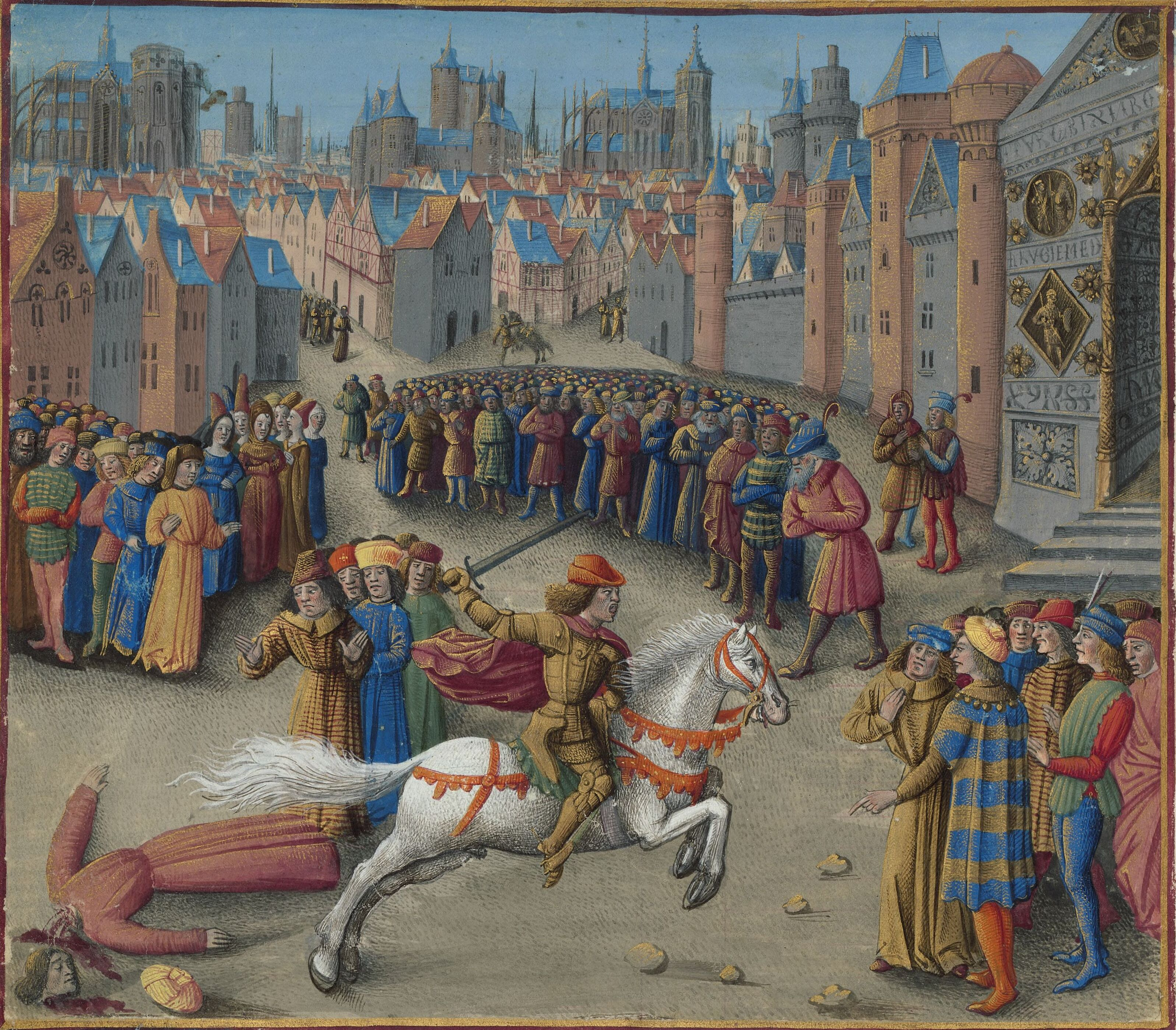
Assassinat d'Étienne Hagiochristophoritès par Isaac Ange. Miniature de Jean Colombe dans les Passages d'outremer (vers 1473), BnF.

La menace mortelle que font peser les Normands porte le coup de grâce au régime d'Andronic. Ses déboires en politique extérieure, la multiplication des révoltes dans diverses régions de l'Empire et la répression toujours plus féroce et sanglante lui aliènent une part croissante de la population, y compris au sein même de Constantinople. Pensant consolider son régime, il décide d'éliminer tous les rivaux potentiels et passe un décret pour faire exécuter ceux qui ont été emprisonnés. Toutefois, cette décision ne sera jamais exécutée. Dans le même temps, probablement à la recherche de certitudes, il fait appel à la divination pour savoir quoi faire. Il envoie Étienne Hagiochristophoritès consulter un devin qui déclare qu'Andronic sera renversé par un homme dont le prénom comprend la syllabe « IS ». Les soupçons se portent initialement sur Isaac Doukas Comnène qui s'est emparé de Chypre mais la prédiction précise que le renversement aura lieu le 14 septembre, une date trop proche pour un prétendant alors installé sur l'île. C'est apparemment un juge du Vélum, Jean Apotyras, qui suggère le nom d'Isaac Ange, un parent de Théodore Ange qui s'est révolté à Nicée. Capturé lors de la prise de la ville, il n'est pas inquiété par la répression et vit alors à Constantinople. Sans prendre au sérieux la menace, Andronic ordonne son exécution. Le 11 septembre, Étienne Hagiochristophoritès est envoyé avec quelques hommes exécuter la sentence. Quand il les voit arriver chez lui, Isaac Ange décide de résister et après avoir enfourché son cheval, jaillit sur eux par surprise, tuant Étienne et en blessant un autre. Il se dirige ensuite vers Sainte-Sophie le long de la Mésé, conscient que sa situation est des plus précaires. Néanmoins, il informe la foule tout au long du chemin qu'il a tué Hagiochristophoritès jusqu'à trouver refuge dans la cathédrale. Dehors, la population commence à se rassembler. Isaac Ange est rejoint par des membres de sa famille inquiets des possibles représailles à leur encontre. Le 12 septembre au matin, la foule toujours plus nombreuse commence à exprimer son mécontentement envers Andronic et à prendre fait et cause pour Isaac. Ce dernier ne cherche alors probablement pas à s'emparer du trône mais à échapper à un destin qu'il sait funeste,.

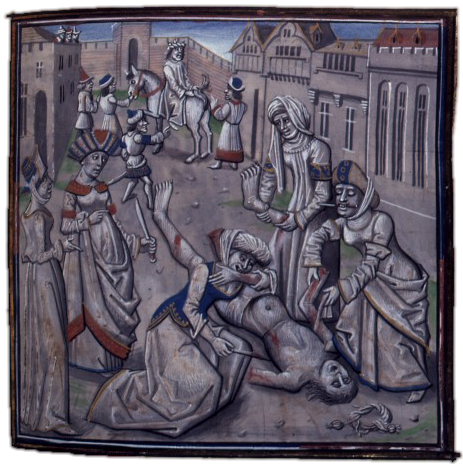
L'humiliation d'Andronic Ier Comnène. Miniature de Loyset Liédet, Histoire d'outremer, Bruges, XVe siècle, BnF, Fr.68.

Dans le même temps, Andronic qui est alors à Mélanoudion, en dehors de Constantinople, réagit rapidement. Il a conscience que les Constantinopolitains sont encore hésitants et revient vers la capitale, tout en demandant à ses fidèles de faire un état des lieux de la situation. Quand il arrive dans la cité, il constate que ses partisans ne sont pas parvenus à retourner la foule qui commence à s'armer et ouvre les portes des prisons. Isaac est couronné par le patriarche Basile II Kamatéros, confirmant la volonté de changement de régime. Andronic tente de réagir par la force, en demandant aux soldats encore sous son contrôle d'intervenir mais ceux-ci se détournent de lui. Alors que la population commence à pénétrer dans le Grand Palais, Andronic s'enfuit en galère avec sa femme Agnès, apparemment avec l'intention de rejoindre la Rus' de Kiev, se sachant détesté dans une bonne partie des provinces byzantines. Néanmoins, il est bientôt rattrapé par les hommes d'Isaac Ange qui le ramènent dans la capitale. Rapidement, il devient la victime d'une exécution sanglante, sur le modèle de celles qu'il a infligées à certains de ses opposants. Il est battu publiquement, ses cheveux et ses dents arrachés et une main coupée. Il est ensuite emprisonné quelques jours dans le plus profond dénuement puis éborgné et traîné dans la cité à dos de chameau, subissant la vindicte populaire. Son supplice ne s'arrête pas là et il est suspendu par les pieds dans l'hippodrome, priant Dieu de mettre un terme à ses souffrances et, selon ses mots, de ne pas s'acharner sur un roseau brisé. Finalement, ce sont deux soldats latins qui l'achèvent en lui plantant leur épée dans le ventre. Son corps, abandonné quelque temps, est finalement amené dans le monastère d'Ephoros. Son fils aîné Manuel Comnène est aveuglé et son deuxième fils, Jean Comnène, successeur désigné, est tué,.

## Historiographie

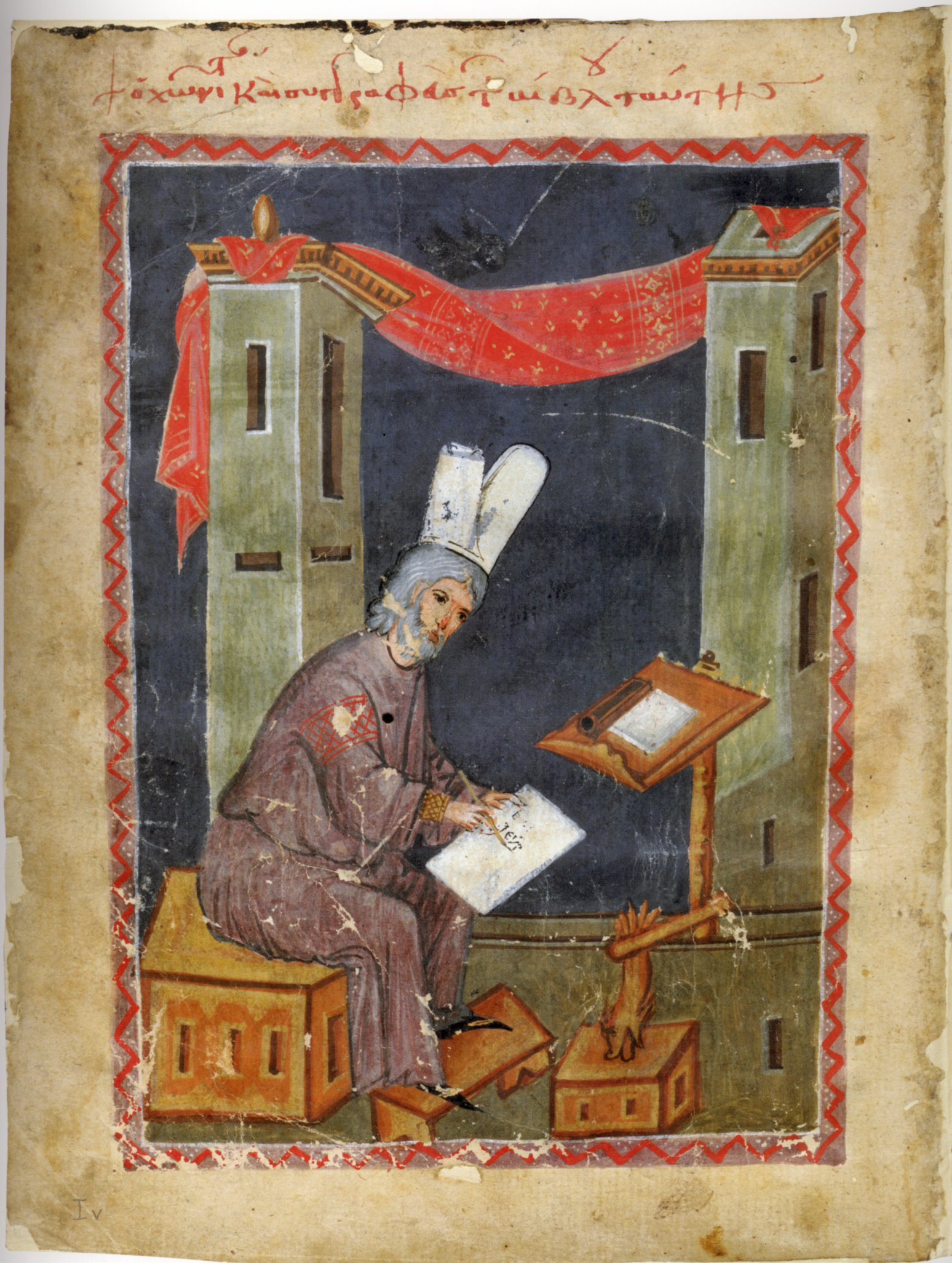
Nicétas Choniatès rédigeant son Histoire dans laquelle il dénonce les agissements brutaux d'Andronic Ier Comnène. Miniature byzantine du XIV, Bibliothèque nationale autrichienne, Cod. Hist. gr. 53,.

### Les chroniqueurs contemporains
Marqués par la violence du règne d'Andronic et la répression qu'il fait subir à des personnalités importantes de l'Empire, les chroniqueurs contemporains sont globalement hostiles à Andronic Ier Comnène. Le principal d'entre eux est Nicétas Choniatès dont l'Histoire va de la mort d'Alexis Ier Comnène aux premiers temps de l'empire de Nicée. S'il loue certaines des réformes d'Andronic, il dénonce ses principes de gouvernement fondés sur la tyrannie et l'élimination de tous les rivaux, réels ou supposés. Son frère, Michel Choniatès, qui réside alors à Athènes, livre des éléments intéressants sur la perception des réformes d'Andronic dans les provinces, du moins pour ce qui concerne l'Attique. Comme Nicétas, il est parfois favorable aux mesures promulguées mais dénonce la violence, qu'il attribue à ses séjours fréquents dans des pays étrangers où il aurait acquis des mœurs barbares. Eustathe de Thessalonique constitue une autre source importante. Métropolite de Thessalonique lors du règne d'Andronic, il livre notamment une description des événements de la guerre contre les Normands, en particulier le sac de Thessalonique. Quant à Robert de Clari, il consacre six chapitres (souvent assez brefs) de son Istoire de ceus qui conquisent Constantinople au règne d'Andronic, le décrivant comme un tyran et comme un violeur acharné, faisant assassiner tous ses adversaires politiques et « gisant à force » à nombre de dames et damoiselles de toute condition, à commencer, dit-il, par Agnès de France, sœur de Philippe-Auguste, promise à Alexis II Comnène et qui était encore une enfant.
Selon Nicétas Choniatès, il aurait installé un portrait de lui au-dessus de l'église des Quarante-Martyrs, le représentant en laboureur, prenant le contre-pied de l'iconographie impériale qui veille généralement à dépeindre le souverain dans une posture solennelle. Alors même que Choniatès ou Eustathe de Thessalonique insistent sur le respect de la symbolique impériale par Andronic, il paraît difficile d'expliquer le sens de cette peinture, si jamais elle a existé et aucune hypothèse ne permet de conclure définitivement, tant sur sa réalité que sur son interprétation.

### Les historiens modernes
En dépit de la brièveté du règne d'Andronic, son intensité en termes d'événements, ses conséquences sur le destin futur de l'Empire autant que la personnalité de l'empereur ont conduit les historiens modernes à s'y intéresser particulièrement. Charles Diehl lui consacre un chapitre entier dans son étude sur Les figures byzantines intitulée « Les Romanesques aventures d'Andronic Comnène ». Au XVIIIe siècle, dans ses Considérations sur les causes de la grandeur des Romains et de leur décadence, Montesquieu le qualifie de « Néron des Grecs ». Beaucoup d'auteurs mettent en avant l'ambivalence du personnage et la difficulté à cerner ses intentions précises. Georg Ostrogorsky décrit Andronic comme l'une des figures les plus intéressantes de l'histoire byzantine, mettant en avant la richesse de la carrière du personnage avant son arrivée sur le trône. Louis Bréhier souligne aussi la complexité d'Andronic : « Cet homme, qui par certains aspects, ressemble à un sultan sanguinaire et par d'autres annonce les tyrans de la Renaissance italienne, était rempli de contradictions et méritait, d'après ses contemporains, les plus grands éloges et les plus grands blâmes. » L'ambivalence qui entoure la description du règne d'Andronic vient de sa réelle volonté de régénérer l'Empire, ce qui le conduit à des politiques souvent excessives et aux conséquences parfois désastreuses. Michael Angold reprend l'analyse d'Alexander Kazhdan. Selon ce dernier, Andronic porte une politique profondément réactionnaire car il tente de s'opposer à la montée en puissance d'une aristocratie héréditaire, symbole du nouveau système de gouvernement sous l'empire des Comnène. À la place, il lui préfère un régime bureaucratique, à l'image de celui existant sous la dynastie macédonienne et privilégiant l'aristocratie civile à l'aristocratie militaire. Or, selon Kazhdan, l'émergence de cette dernière est un fait inéluctable de l'histoire byzantine et la politique d'Andronic est de ce fait vouée à l'échec,.
Dans l'ensemble, l'idée d'un souverain porteur de réformes pertinentes voire nécessaires mais coupable d'une tyrannie insupportable pour l'Empire à court terme se retrouve régulièrement. Charles M. Brand, qui consacre un chapitre entier à analyser le règne d'Andronic, souligne l'audace de certaines mesures mais constate qu'il est difficile d'en évaluer la portée. Il étudie dans le détail son mode de gouvernement et constate qu'il se repose avant tout sur des fonctionnaires déjà présents sous ses prédécesseurs et peu sur des hommes authentiquement nouveaux n'appartenant pas au cadre classique de l'administration. Warren Treadgold porte un jugement bien plus négatif sur les velléités réformatrices ou réactionnaires d'Andronic : « Rompant avec la modération et la clémence des premiers empereurs de sa famille, il déchaîna la sauvagerie et la violence de la foule qui finit par se retourner contre lui. Il était d'abord un opportuniste qui discrédita et détruisit à la fois sa famille et sa propre personne. Pire encore, il montra au monde que Byzance était capable de traîtrise autant qu'elle était vulnérable, et il favorisa de fait les invasions, à l'image de celle des Normands. » De même, Jean-Claude Cheynet souligne la responsabilité d'Andronic dans l'affaiblissement de l'Empire qui conduit à un rapide déclin, culminant avec le sac de Constantinople en 1204 : « Usurpateur soucieux de protéger son pouvoir et de le transmettre à ses fils, il fit des coupes claires dans les rangs de la plus haute aristocratie et, pour une génération, affaiblit doublement l'État en le privant de ses meilleurs officiers et de candidats de valeur au trône, ce qui permit d'une part aux puissances étrangères d'empiéter plus ou moins largement sur le territoire impérial et d'autre part de laisser régner des souverains médiocres. Ce n'est pas la seule raison de la chute de Constantinople en 1204, mais c'en est un des facteurs incontestables. » En outre, dans son ouvrage Pouvoir et contestations à Byzance (963-1210) dans lequel il analyse la compétition pour le pouvoir parmi la haute aristocratie, il a profondément revu l'interprétation de ce règne, réfutant l'idée d'une réaction contre l'aristocratie. Sans nier ses projets de réformes, il conteste qu'elles aient cherché systématiquement à saper les privilèges de l'élite au pouvoir sur laquelle il n'hésite pas à se reposer dès lors qu'elle lui est favorable et à s'appuyer sur sa proche parenté, comme ses prédécesseurs. Tout cela « interdit de voir en Andronic un révolutionnaire qui aurait eu l'ambition de soutenir les couches populaires contre l'aristocratie ». Il conteste aussi la vision de Kazhdan qui voit en Andronic le champion de l'aristocratie civile mise de côté par les empereurs Comnène principalement issus de la dynastie militaire. Plus largement, il relativise cette dichotomie souvent établie au sein de l'élite byzantine, considérant que les deux aristocraties se mêlent autant qu'elles s'opposent.

## Unions et postérité

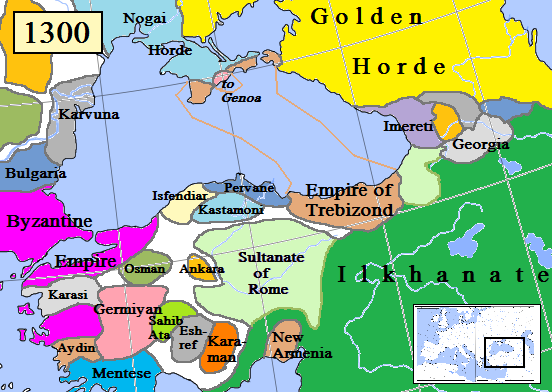
L'empire de Trébizonde vers 1300, gouverné par les descendants d'Andronic.

La vie longue et aventureuse d'Andronic est parsemée de relations multiples avec différentes maîtresses. Concernant ses unions reconnues, Andronic épouse en premières noces vers 1144 une princesse géorgienne, fille de Démétrius Ier de Géorgie. Ce mariage donne naissance à trois enfants :
- Manuel (vers 1145-1185), père d'Alexis Ier de Trébizonde et de David Comnène. Il semble s'être parfois opposé à son père, ce qui explique la préférence de celui-ci pour son deuxième fils. En outre, Andronic aurait cru en la prophétie selon laquelle l'ordre des empereurs Comnène respecte un ordre précis, intitulé AIMA, en fonction de la première lettre du prénom de chaque empereur (I pour Ioannes, retranscrit en Jean)[70] ;
- Jean (1159-1185), deuxième fils d'Andronic, il est son favori et couronné comme co-empereur en septembre 1183. Il occupe divers commandements militaires sans se distinguer et est exécuté au moment de la chute de son père[71] ;
- Marie (née vers 1166), elle épouse Théodore Synadènos en 1182, mais il meurt peu après, entraînant son remariage avec un homme nommé Romain, connu pour ses exactions envers la population de Dyrrachium en 1185, contribuant à la chute de la ville aux mains des Normands. Sa vie après la chute de son père est inconnue[72].

Andronic se remarie en 1183 avec Agnès de France, jeune veuve d'Alexis II Comnène. On ne leur connaît aucun enfant.
À partir de 1166, Andronic entretient une relation extraconjugale avec sa cousine Théodora Comnène, veuve de Baudouin III de Jérusalem. Ils ont deux enfants :
- Alexis (en) (vers 1170-vers 1199). Peu de choses sont connues de sa vie avant 1185, date à laquelle il fuit pour la Géorgie où il épouse une princesse locale. La famille Andronikachvili estime appartenir à sa descendance[73] ;
- Irène, mariée à Alexis Comnène, un fils illégitime de Manuel Ier Comnène, elle entre dans un monastère après l'aveuglement de son mari[74].

En dépit des excès de son règne et de la brutalité de sa mort, la disparition d'Andronic ne met pas un terme à sa lignée. Ses deux petits-fils Alexis et David fondent l'empire de Trébizonde en 1204, au moment où les événements de la quatrième croisade mettent à mal l'Empire byzantin, désormais divisé entre des principautés latines (Empire latin de Constantinople par exemple) et des États grecs (despotat d'Epire par exemple). Gouverné par ses successeurs, connus sous le nom de Grands Comnène (Megalokomnenoi), cet État s'étend dans la région du Pont où Andronic a entamé sa révolte. Il s'y maintient jusqu'en 1461, quelques années après la chute de Constantinople qui met un terme à l'Empire byzantin,.

## Dans l'art
La vie d'Andronic a fait l'objet de plusieurs romans. Agnès Colliot publie en 1985 Agnès, princesse de Byzance, qui montre la vie et le règne d'Andronic vue par les yeux d'Agnès de France. Marina Dédéyan publie en 2008 L'Aigle de Constantinople, qui relate la vie d'Andronic de ses vingt ans à sa mort. Il est aussi un personnage majeur du roman The Empress de Meg Clothier (2013), qui relate la vie d'Agnès de son arrivée à Constantinople à la chute de la ville, en  1204.